# Lasioglossum elegans
Lasioglossum elegans är en biart som först beskrevs av Amédée Louis Michel Lepeletier 1841.  Lasioglossum elegans ingår i släktet smalbin, och familjen vägbin. Inga underarter finns listade i Catalogue of Life.